# علاج مناعي مشع
العلاج المناعي المشع (بالإنجليزية: Radioimmunotherapy)‏ هو نوع من الأدوية حيث يستخدم جسمًا مضادًا يحمل نويدات مشعة لتوصيل الإشعاع السام للخلايا إلى الخلية المستهدفة. وهو شكل من أشكال العلاج الإشعاعي غير مغلق المصدر. في علاج السرطان، يستخدام جسم مضاد ذو خصوصية للمستضد المرتبط بالورم لتوصيل جرعة مميتة من الإشعاع إلى الخلايا السرطانية. إن قدرة الجسم المضاد على الارتباط الخاص بمستضد مرتبط بالورم تزيد من الجرعة التي تصل إلى الخلايا السرطانية بينما تقلل الجرعة إلى الأنسجة الطبيعية. بطبيعته، يتطلب العلاج المناعي المشع من الخلية السرطانية التعبير عن مستضد فريد للورم أو لا يمكن الوصول إليه في الخلايا الطبيعية.

## أمثلة الأدوية المتوفرة
| الاسم                                               | الوصف                                                        | حالة الدواء في FDA       | حالة الدواء في EMA            |
| إبريتوموماب تيوكسيتان (Zevalin)                     | مضاد-CD20 وحيد النسيلة يقترن بجزيئة تتمخلب مع إتريوم-90.     | مرخص (2002)              | موافق (2004)                  |
| يود (131I) توسيتوماب (Bexxar)                       | ترتبط جزيئة تحتوي على يود-131 بضد وحيد النسيلة مضاد إلى CD20 | مرخص (2003) مسحوب (2014) | دواء يتيم (2003) مسحوب (2015) |
| لوتيشيوم (177Lu) ليلوتوماب ساتتراكسيتان (Betalutin) | تركيبة من لوتيشيوم-177 وضد وحيد النسيلة مضاد إلى CD37        | مسار سريع (2020)         | دواء يتيم (2020)              |

يعد كلا من 131I توسيتوماب وand 90Y إبريتوموماب تيوكسيتان أول علاجين مناعيين مشعين، ورخصا لعلاج اللمفوما لاهودجكينية المعندة. هذا يعني أنهما يستعملان لعلاج اللمفومة المقاومة للعلاج الكيميائي التقليدي وضد وحيد النسيلة ريتوكسيماب.